# Mädler (cratera marciana)
Mädler é uma cratera em Marte nomeada em honra ao astrônomo alemão Johann Heinrich Mädler. Ela se localiza a 2.7°E, 10.7°S.
Mädler e seu colaborador Wilhelm Beer produziram os primeiros mapas razoáveis de Marte no início da década de 1830. Na criação destes mapas, eles selecionaram uma formação em particular para definir o meridiano primo em seus mapas. Suas escolhas foram endossadas quando Giovanni Schiaparelli utilizou-se das mesmas localidades em 1877 para seus mapas mais famosos de Marte. Esta formação seria chamada mais tarde de Sinus Meridiani ("Baía Intermediária" ou "Baía do Meridiano"), mas seguindo-se à aterrissagem da sonda da NASA MER-B Opportunity em 2004 a região passou a ser mais conhecida como Meridiani Planum.
Mädler se situa no sul de Meridiani Planum, próxima ao meridiano primo e cerca de 10° a leste da cratera Beer. A cratera Schiaparelli também fica nesta região.